# Grön örtlöpare
Grön örtlöpare (Lebia chlorocephala) är en skalbaggsart som först beskrevs av Johann Centurius Hoffmannsegg 1803.  Grön örtlöpare ingår i släktet Lebia, och familjen jordlöpare. Arten är reproducerande i Sverige.

## Bildgalleri

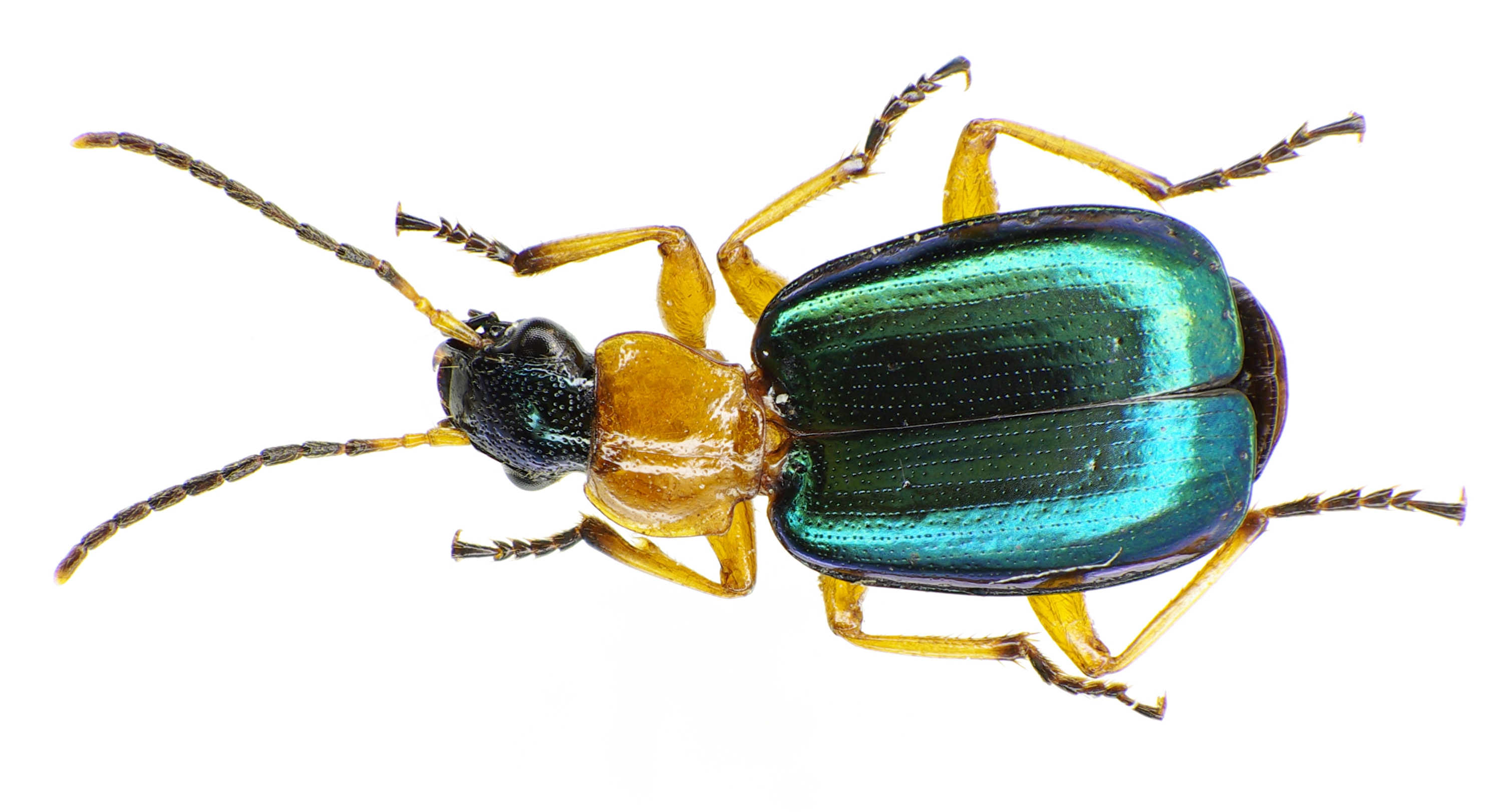
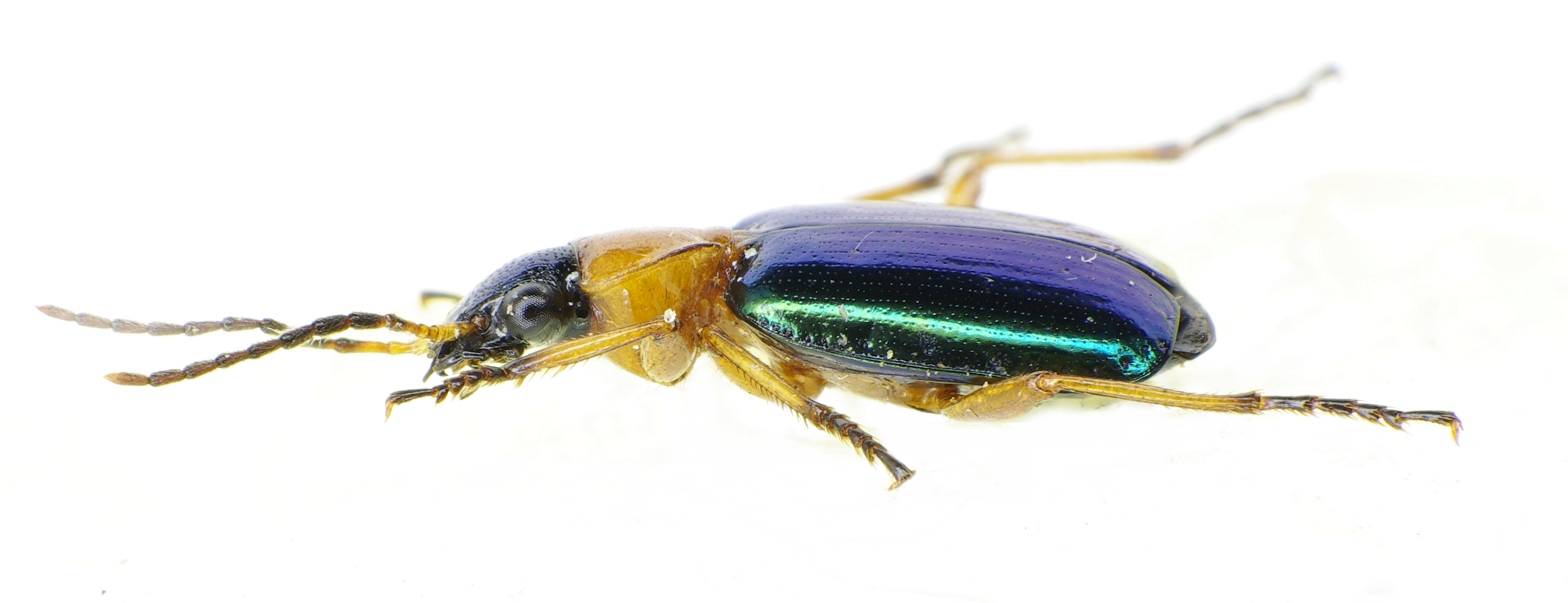
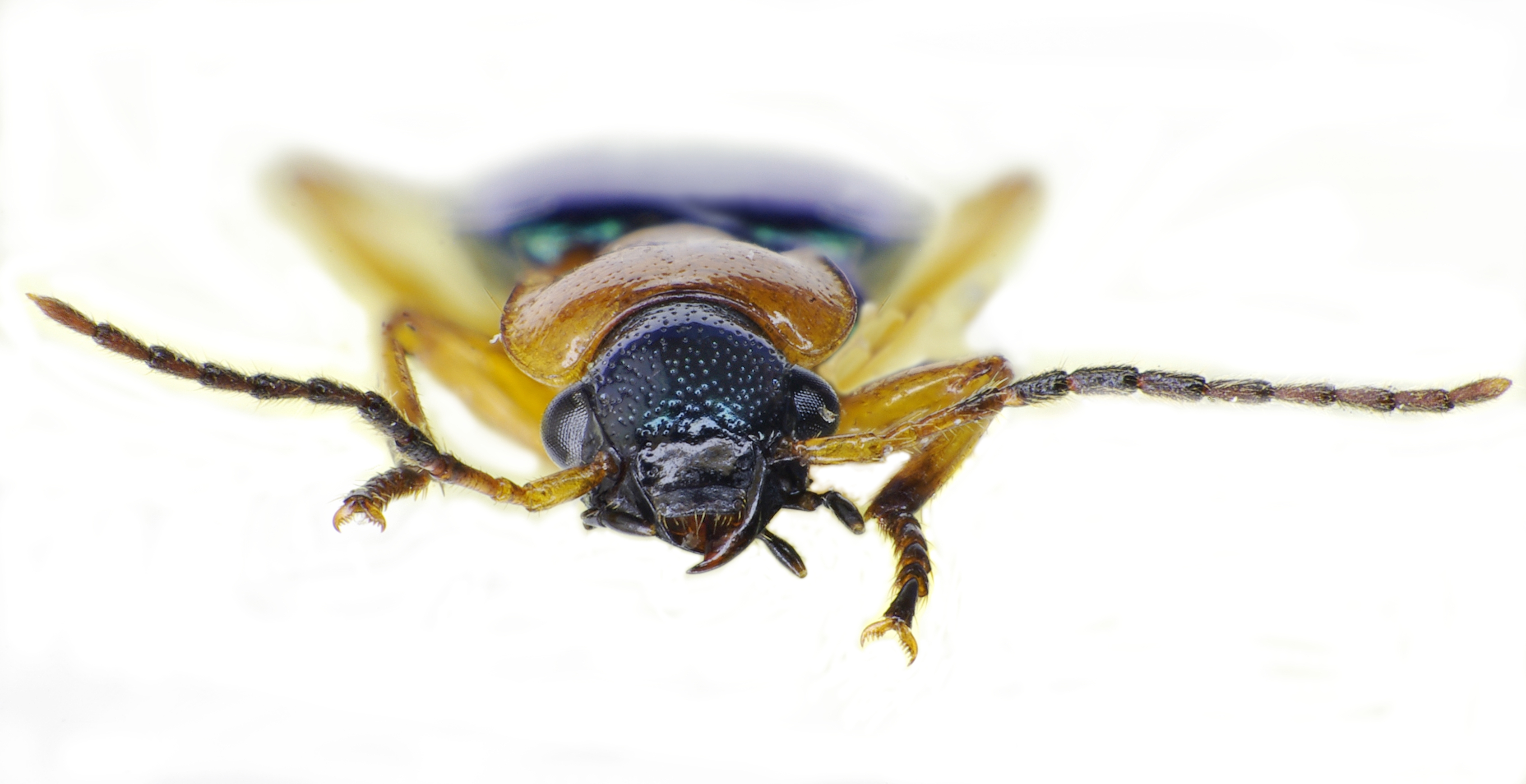
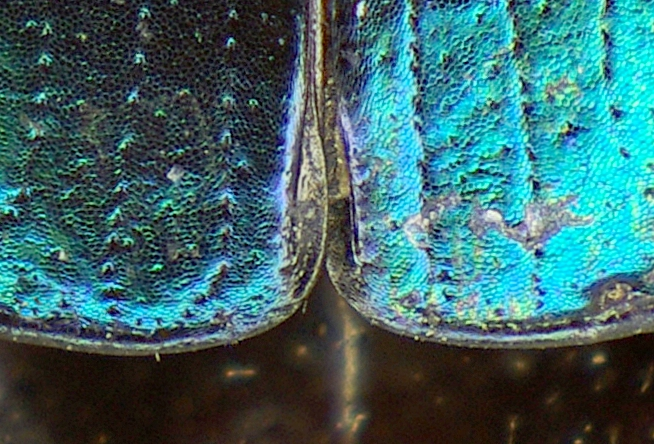
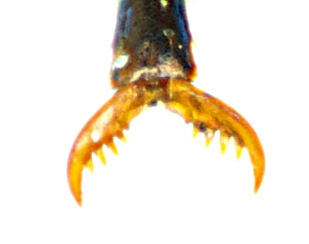